# Alexander Dmitriev-Mamonov
Aleksander Dmitriev-Mamonov (ryska: Александр Матвеевич Дмитриев-Мамонов), född 1758, död 1803, var en rysk greve och älskare till Katarina den stora. 
Jermolov presenterades för Katarina av Potemkin, utprovades av Anna Protasova och ersatte 1786 Aleksander Jermolov som generaladjutant och älskare. Han åtföljde henne på resan till Krim 1787. Han förlorade sin ställning hos Katarina efter att ha varit otrogen med hovdamen Shcherbatova.